# 845

## Nașteri
- dată necunoscută: Oleg din Novgorod  (d. 912)
- dată necunoscută: Árpád  (d. 907)
- dată necunoscută: Siemowit  (d. 900)
- dată necunoscută: Richilde d'Ardennes  (d. 910)
- dată necunoscută: Liutgarda  (d. 885)

## Decese
- Abu Tammam, poet arab din Bagdad (n. 805)
- Al-Khwarizmi, savant, astronom, astrolog, matematician și scriitor persan (n. 780)